# 美国私刑受害者正义法案

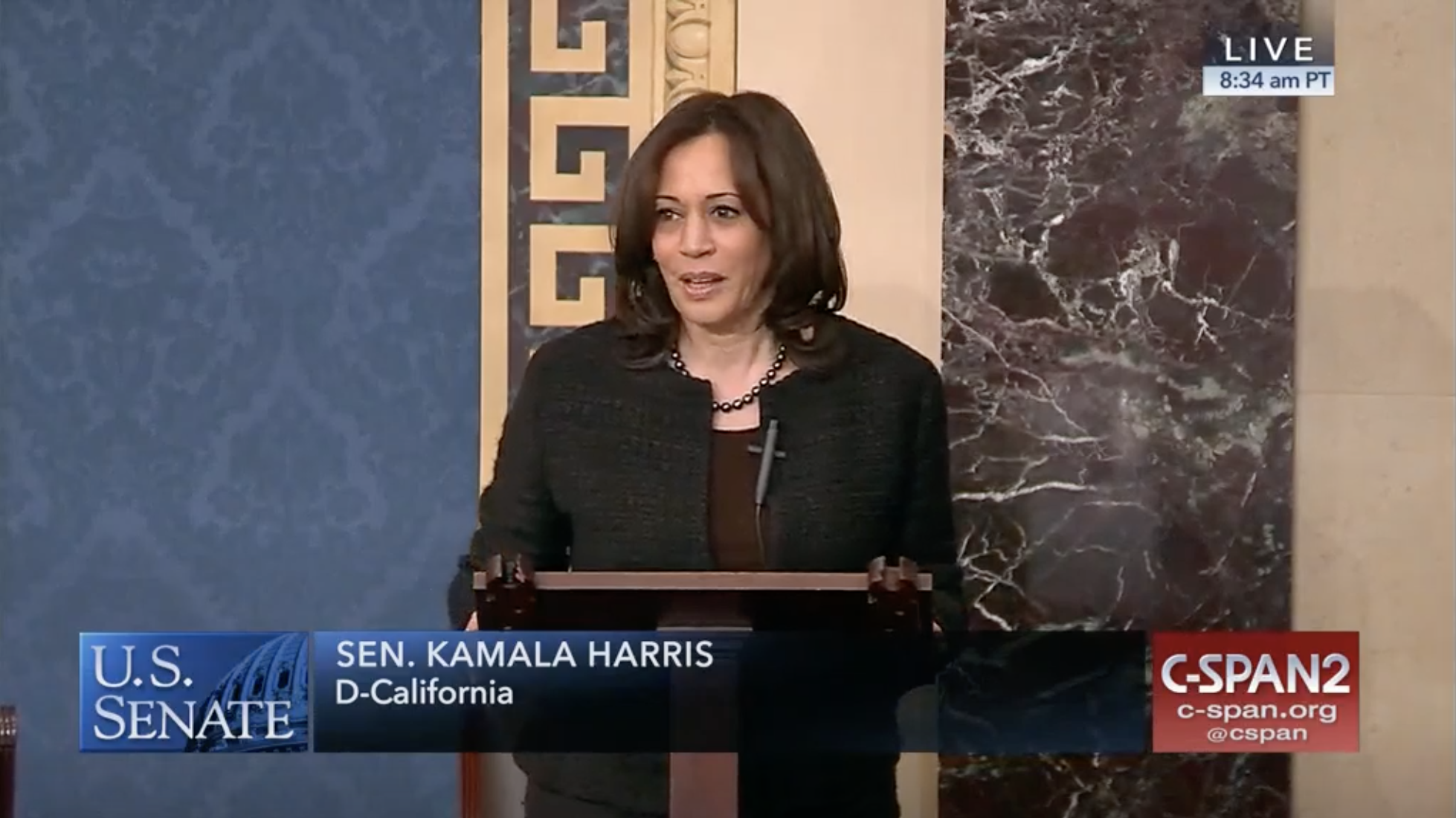
卡马拉·哈里斯在美国参议院针对《2018年私刑受害者正义法案》进行讲话

《2018年私刑受害者正义法案》是一项拟议法案，旨在将私刑（根据种族、肤色、宗教或国籍而故意的人身伤害）归类为美国联邦的仇恨犯罪。 这项具有象征意义的法案旨在指出美国政府以往的过错，并避免更多的私刑发生。
该法案由美国参议院的三名黑人成员于2018年6月提出：卡马拉·哈里斯，柯瑞·布克和蒂姆·斯科特。该法案于2018年12月19日获得美国参议院一致通过。直到2019年1月3日第115届国会结束，该法案之所以未能实施，是因为美国众议院尚未通过该法案。

## 2020年法案
2020年2月26日，《爱默特·提尔反私刑法》是《私刑受害者正义法案》的修订版，以410票同意，4票反对的结果通过了众议院。美国肯塔基州参议员兰德·保罗由于担心已经被定罪的罪犯可能会“由于轻微瘀伤刑罚”面临“新的10年徒刑”而促使美国参议院最后拒绝通过该法案。保罗要求加快通过法案的修订版，其中要求仅“试图进行人身伤害”才可以被定义为私刑，并指出根据联邦法律规定私刑在之前已然是非法行为。众议院多数党领袖斯坦利·霍耶对保罗的立场提出了批评，并在推特上发文：“一位共和党参议员竟阻碍该法案成功通过并成为法律，真是可耻。”时任参议员的卡玛拉·哈里斯随后补充道，“保罗现在正试图削弱现存的法案，但根本没有理由要这样做，”并在同一时间宣布该修正案已被否决。